# Magenta (Marne)
Magenta település Franciaországban, Marne megyében. Lakosainak száma 1686 fő (2022. január 1.). Magenta Dizy, Hautvillers és Épernay községekkel határos.

## Népesség
A település népességének változása:
| Lakosok száma | 2147 | 1949 | 1876 | 1788 | 1747 | 1727 | 1708 | 1697 | 1694 | 1686 |
|               | 1968 | 1982 | 1990 | 2006 | 2013 | 2015 | 2017 | 2019 | 2020 | 2022 |